# Porricondyla nitida
Porricondyla nitida är en tvåvingeart som först beskrevs av Wulp 1874.  Porricondyla nitida ingår i släktet Porricondyla och familjen gallmyggor.
Artens utbredningsområde är Nederländerna. Inga underarter finns listade i Catalogue of Life.